# Asociación Iberoamericana de Sociología de las Organizaciones y Comunicación
La Asociación Iberoamericana de Sociología de las Organizaciones y Comunicación, conocida por sus siglas AISOC, se forma como grupo regional de estudio, centrado en el análisis y la investigación de la participación, la autogestión y la comunicación en las organizaciones en el ámbito iberoamericano. Es miembro de la  Asociación Internacional de Sociología, ISA.

## Misión
Como misión, la AISOC busca garantizar y desarrollar contactos personales y profesionales entre científicos, y animar a la divulgación en relación con la  "Participación, Autogestión y Comunicación en las Organizaciones" en el área de Iberoamérica.

## Presidentes de la AISOC
- José Antonio Ruiz San Román (España)
- Isabel de la Torre Prados (España)
- Alejandro Piscitelli (Argentina)
- Antonio Lucas Marín (España)
- Carlos Gasden (México)
- Manuel da Silva e Costa (Portugal)
- William Moreno (Perú)
- Antonio Colomer (España)
- Sergio Contreras (Chile)
- Alejandro Noboa (Uruguay)

## Seminario Internacional AISOC
Cada año se celebra un seminario de carácter internacional en el que participan tanto miembros asociados como invitados. Estos seminarios tienen lugar en diferentes ciudades cada año.
- 10-12 de julio de 2019. XXXI Seminario Internacional AISOC: “Comunicación y Tecnología: oportunidades para la participación y la democratización de las organizaciones” en Madrid.
- 19 de julio de 2018. XXX Seminario Internacional AISOC: “Escenarios sobre violencia, comunicación y organizaciones” en Toronto.
- 21-23 de junio de 2017. XXIX Seminario Internacional AISOC Ciudad de México.
- 10-14 de julio de 2016. XXVIII Seminario Internacional de AISOC Viena.
- 9 y 10 de julio de 2015. XXVII Seminario Internacional AISO Montevideo.
- julio de 2014. XXVII Seminario Internacional AISO Yokohama.
- 8 y 9 de julio de 2013. XXVI Seminario Internacional AISOC Madrid.
- 30 de julio-4 de agosto de 2012. XXV Seminario Internacional AISOC Buenos Aires.
- 27-29 de julio de 2011. XXIV Seminario Internacional AISO Guanajuato. Coordinó: Rosa María Ortiz
- 11-17 de julio de 2010. XXIII Seminario Internacional AISO Gotemburgo. Coordinó: José A. Ruiz San Román y Leticia Porto
- 9-11 de septiembre de 2009. XXII Seminario Internacional AISO Salto. Coordinó: Alejandro Noboa
- 24-26 de septiembre de 2008. XXI Seminario Internacional AISO Santiago de Chile. Coordinó: Justino Gómez, Aldo Meneses, Jeanne Simón y Carlos Livacic Rojas
- 25-28 de septiembre de 2007. XX Seminario Internacional AISO Macao. Coordinó: José Antonio Ruiz San Román y Virginia Linares
- 12-15 de septiembre de 2006. XIX Seminario Internacional AISO Caracas. Coordinó: Tomás Páez
- 7-9 de junio de 2005. XVIII Seminario Internacional AISO Braga. Coordinó: Manuel da Silva
- 21-23 de octubre de 2004. XVII Seminario Internacional AISO Valencia. Coordinó: Antonio Colomer
- 25-27 de junio de 2003. XVI Seminario Internacional AISO México. Coordinó: Carlos Gadsden
- 27-29 de junio de 2001. XIV Seminario Internacional AISO Argentina. Coordinó: Francisco Maldonado